# Обсерватория Улупынар
Обсерватория Улупынар (тур. ÇOMÜ Ulupınar Gözlemevi) — наземная астрономическая обсерватория, созданная в 2001 году и официально открытая 19 мая 2002 года. Она также известна как обсерватория Чанаккале (тур. Çanakkale) или университетская обсерватория, поскольку является частью университета в Чанаккале (тур. Çanakkale Onsekiz Mart Üniversitesi, ÇOMÜ).
Обсерватория Улупынар начала свою деятельность благодаря пожертвованию — будущему исследовательскому центру был подарен телескоп с диаметром объектива в 400 мм. Сегодня обсерватория расширилась до научного объекта, имеющего в своём распоряжении семь телескопов, а в штате которого числятся три десятка учёных. При обсерватории существует также и автоматическая метеорологическая станция, работающая в интересах астрономических исследований.
Телескопы, которыми располагает обсерватория включают в себя как модели, предназначенные для любительского использования (ньютоновский телескоп T-20 с диаметром в 200 мм), так и сложные современные модели, используемые для научных исследований (телескоп системы Несмита «ASTELCO 122 cm» с фокусным расстоянием в 10220 мм и относительным отверстием объектива f / 10).

## Местоположение
Обсерватория расположена на высоте 410 м (1350 футов) на южном склоне горы Radar Tepesi у деревни Улупынар, в 10 км к юго-востоку от центра города Чанаккале. От главного кампуса университета Чанаккале её отделяют 5 км. Здание вмещает в себя как саму обсерваторию, так и её дополнительные помещения: комнаты для исследовательских центров, библиотеку, мастерскую, классную комнату, конференц-зал, а также — жилые помещения для наблюдателей-астрономов, работающих по ночам.

## История
Обсерватория Улупынар начала свою деятельность благодаря пожертвованию — будущему исследовательскому центру был подарен телескоп с диаметром объектива в 0,40 м. Сегодня обсерватория расширилась до научного объекта, имеющего в своём распоряжении семь телескопов, а в штате которого числятся три десятка учёных. Среди основного научного оборудования обсерватории Улупынар присутствуют три оптических телескопа с компьютерным управлением и несколько других инструментов, включая крупнейшие телескопы из тех, что расположены на территории Турции. Самым крупный телескоп имеет размер объектива в 1,22 м и был изготовлен в Германии. При обсерватории существует также и автоматическая метеорологическая станция, работающая в интересах астрономических исследований.

## Телескопы
Телескопы, которыми располагает обсерватория включают в себя: телескоп системы Несмита «ASTELCO 122 cm» с фокусным расстоянием в 10220 мм и относительным отверстием объектива f / 10; телескоп IST-60 (Cassegrain reflector), созданный в сотрудничеству со Стамбульским университетом и обладающий фокусным расстоянием в 6000 мм и относительным отверстием объектива f / 8; телескоп Т-40 (Schmidt-Cassegrain, модель Meade LX200), имеющий диаметр в 410 мм, фокусное расстояние в 4064 мм и относительным отверстием объектива f / 10. Кроме того в обсерватории установлены два телескопа Т-30, в целом аналогичных Т-40, но отличающихся диаметром (300 мм) и фокусным расстоянием (3048 мм). Имеется и установка для любительского использования: ньютоновский телескоп T-20 с диаметром в 200 мм и относительным отверстием объектива f / 10.